# KidsCo
KidsCo – stacja telewizyjna przeznaczona dla widzów w wieku od 6 do 14 lat. Do końca 2007 stacja należała do Sparrowhawk Media i DIC Entertainment, jednych z największych w Stanach Zjednoczonych producentów filmów telewizyjnych. Od 2008 Sparrowhawk Media należy do Universal Networks International. 5 maja 2013 roku stacja zakończyła nadawanie w Polsce z powodu niskiej oglądalności.

## Emisja
Program KidsCo nadawany był codziennie przez 24 godziny. Na jej antenie zobaczyć można było różne filmy animowane, oraz programy i seriale dla dzieci. Ten sam program nadawany był również dla Wielkiej Brytanii, Rumunii, Ukrainy, Rosji, Turcji, Węgier oraz Zjednoczonych Emiratów Arabskich.
W Polsce kanał dostępny był w telewizjach kablowych Toya, Grupa INEA, Telewizji Kablowej „Strzebielino”. Do platform satelitarnych należała Cyfra+. Odbiorcy kanału w dekoderach cyfrowych sieci kablowych mieli możliwość wyboru polskiego, tureckiego, angielskiego, islandzkiego lub ukraińskiego języka audio.
Stacja była płatna, nie nadawała reklam. Była również finansowana z wpływów z płatnej dystrybucji. Konkurencją dla niej w Polsce były kanały dla dzieci w wieku przedszkolnym: MiniMini (do roku 2011), Minimini+ (od 2011 roku), Disney Junior i CBeebies oraz kanały dla widzów w wieku 6-15: Cartoon Network, ZigZap (do roku 2011), TeleTOON+ (od 2011 roku), Nickelodeon Polska i Disney XD. Wszystkie z nich kierują swój program do dzieci i młodzieży. KidsCo Polska zlecała nagrania polskiej wersji studiom dubbingowym: Sun Studio Polska, Toya Sound Studios i innym.
W 2010 roku została zdjęta z oferty telewizji n, a 30 kwietnia 2013 roku – zaledwie 6 dni przed zakończeniem nadawania KidsCo w Polsce – została zlikwidowana we wszystkich ofertach kablówek.

## Stałe bloki programowe
Seriale animowane były podzielone na bloki:
- „Śniadanie z bohaterami gier wideo” – w dni robocze rano
- „Kącik dla maluchów” – w weekendy rano
- „Fabryka KidsCo dla całej rodziny” – w południe, po południu i wieczorem
- „Kino KidsCo” – w piątki, soboty i niedziele o 18:00 i 20:30

## Historia
| HISTORIA POLSKIEGO KIDSCO | |
| ROK                       | SZCZEGÓŁY |
| 2007                      | 7 września KidsCo rozpoczyna swoją emisję w Polsce. Wystartowała też polska strona internetowa KidsCo. Premiery kreskówek: Nastolatki z Beverly Hills; Inspektor Gadżet; Sonic Underground; Cyberłowcy; Dennis Rozrabiaka; Pelswick; Rupert; Maks i Ruby; Olinek Okrąglinek; Babar; Traszka Neda; Nowe przygody Madeline; George Niewielki; Sztruksik; Jayce i gwiezdni wojownicy; M.A.S.K.; Nieustraszeni ratownicy; Tadzio; Żywiołki; Dziewczyna z głębin; Łebski Harry. Premiery filmów: Książę i żebrak; Dzieci Courola – 20000 mil podmorskiej żeglugi; Dzieci Courola – podróże Guliwera; Mała miss czarownica; Dzieci Crayola – Koń Trojański; iZ i Zizzlesowie; Frankie i Hazel; Wielki i włochaty; Opowieść wigilijna. |
| 2008                      | Premiery kreskówek: Przygody Timmy’ego; Sabrina; Gruby pies Mendoza. Premiery seriali fabularnych: 100 dobrych uczynków. Premiery filmów: Ucieczka z kanionu Wildcat; Niezła Heca; Alicja w krainie czarów; Wyspa Dinozaurów; Jaskiniowiec; Odlotowe małe agentki; Nasza Madeline Wspaniała; Inspektor Gadżet: Ostatnie zadanie. |
| 2009                      | Premiery kreskówek: Dzika przyszłość; Opowiastki z krypty; Załoga Dino, Pitaszki; Boo i ja. Premiery seriali fabularnych: Ace Lightning; Jass; Pięcioro dzieci i coś; S Club 7 w Miami; S Club 7 w Los Angeles. Premiery filmów: Wallace i Gromit: Podróż na Księżyc; Wallace i Gromit: Wściekłe gacie; Wallace i Gromit: Strzyżenie owiec; Inspektor Gadżet: Na ratunek; Kosmiczna Gwiazdka; Synowie Świętego Mikołaja; Sonic: Świąteczna przygoda. |
| 2010                      | Premiery kreskówek: Plażowa załoga. Premiery seriali fabularnych: Świat nonsensów u Stevensów; Bracia Hardy; Nancy Drew. Premiery filmów: Królewna Śnieżka i król lasu; Czarodziejska góra; Królewna Śnieżka i Ryszard z Albertville; Królowa jaskółek; Książę dinozaurów; Pierwsza Gwiazdka; Gwiazdka pluszowych misiów. |
| 2011                      | Premiery kreskówek: Bommi i przyjaciele; Turbopsy; Zwierzo-zwierzenia. Premiery filmów: Trzej muszkieterowie. |
| 2012                      | Premiery kreskówek: Kapitan N i nowe przygody braci Mario; Nowe przygody braci Mario. |
| 2013                      | Premiery kreskówek: Beyblade V-Force. 30 kwietnia 2013 roku kanał zostaje wycofany z oferty wszystkich sieci kablowych. 5 maja 2013 roku kanał zostaje wycofany z polskiego rynku. |

## Programy KidsCo

### Seriale animowane
- Babar (odc. 1-26)
- Beyblade V-Force
- Bommi i przyjaciele
- Boo i ja
- Cyberłowcy (odc. 1-26)
- Dennis Rozrabiaka (odc. 1-26)
- Dziewczyna z głębin (odc. 1-13)
- Dzika przyszłość (odc. 1-26)
- George Niewielki
- Gruby pies Mendoza (odc. 1-13)
- Inspektor Gadżet (odc. 1-11, 13-26)
- Jayce i gwiezdni wojownicy
- Kapitan N i nowe przygody braci Mario
- Łebski Harry (odc. 1-26)
- M.A.S.K. (odc. 1-13)
- Maks i Ruby (odc. 1-26)
- Nastolatki z Beverly Hills (odc. 1-26)
- Nieustraszeni ratownicy (odc. 14-39)
- Nowe przygody braci Mario
- Nowe przygody Madeline (odc. 40-65)
- Olinek Okrąglinek (odc. 27-52)
- Opowiastki z krypty
- Pelswick (odc. 1-26)
- Pitaszki
- Plażowa załoga
- Psy turbo
- Przygody Timmy’ego (odc. 27-43,45-53)
- Rupert (odc. 53-65)
- Sabrina (odc. 1-22)
- Sonic Underground (odc. 1-26)
- Speed Racer (odc. 1-52)
- Sztruksik (odc. 1-13)
- Tadzio
- Traszka Neda (odc. 1-26)
- Załoga Dino (odc. 1-26)
- Zwierzo-zwierzenia
- Żywiołki (odc. 1-13)
- Bob Budowniczy

### Seriale fabularne
- 100 dobrych uczynków (odc. 1-20)
- Ace Lightning (odc. 27-39)
- Bracia Hardy
- Jass
- Nancy Drew
- Pięcioro dzieci i coś
- S Club 7 w Los Angeles
- S Club 7 w Miami (odc. 1-13)
- Świat nonsensów u Stevensów (odcinki 1-21)

### Kino familijne
W soboty i niedziele o godz. 18:00 i 20:30 emitowane było Kino KidsCo.
| Filmy animowane: - Czarodziejska góra (2001) - Dennis Rozrabiaka w rejsie (2002) - Globehunters – W 80 dni dookoła ziemi - Inspektor Gadżet: Ostatnie zadanie - Inspektor Gadżet: Na ratunek - iZ i Ziomale - Jaskiniowiec - Kosmiczna Gwiazdka (1985) - Królewna Śnieżka i król lasu (1992) - Królewna Śnieżka i Ryszard z Albertville (1992) - Królowa jaskółek (2000) - Książę dinozaurów (2001) - Nasza Madeline Wspaniała (2002) - Odlotowe małe agentki (2002) - Opowieść wigilijna (1997) - Sabrina, nastoletnia czarownica (2002) - Synowie Świętego Mikołaja - Wyspa dinozaurów | Filmy familijne: - Alicja w Krainie Czarów (1999) - Dzieci Crayola – 20 000 mil podmorskiej żeglugi - Dzieci Crayola – Koń trojański - Dzieci Crayola – Podróże Guliwera - Frankie i Hazel - Jack i czarodziejska fasola - Książę i żebrak (2000) - Mała miss czarownica - Merlin - Niezła heca - Opowieść wigilijna (1999) - Siedemnaście mieć lat... - Ucieczka z kanionu Wildcat - Uwierz w siebie - Waśnie w świecie baśni - Wielki i włochaty |

### Maratony
- W listopadzie i październiku 2007. Można było oglądać: Inspektor Gadżet; Babar; Olinek Okrąglinek; Nowe przygody Madeline; Cyberłowcy; Nastolatki z Beverly Hills; Łebski Harry i inne.
- 31 grudnia 2007 stacja emitowała programy przeznaczone dla chłopców: M.A.S.K., Inspektor Gadżet oraz Bohaterscy ratownicy, natomiast 1 stycznia dla dziewczyn: Dziewczyna z głębin, Nastolatki z Beverly Hills.
- Od grudnia 2010 stacja codziennie emitowała maratony z różnymi kreskówkami i serialami od godziny 00:00 do 05:00.